# Maskinoperatör
Maskinoperatör är ett tekniskt yrke som främst finns inom tillverkningsindustrin. Arbetet går vanligen ut på att övervaka och serva en eller flera maskiner.
I Sverige har en maskinoperatör vanligen en gymnasial utbildning från industritekniska programmet och dess föregångare, eller liknande utbildning på yrkeshögskola. 